# Myitkyina

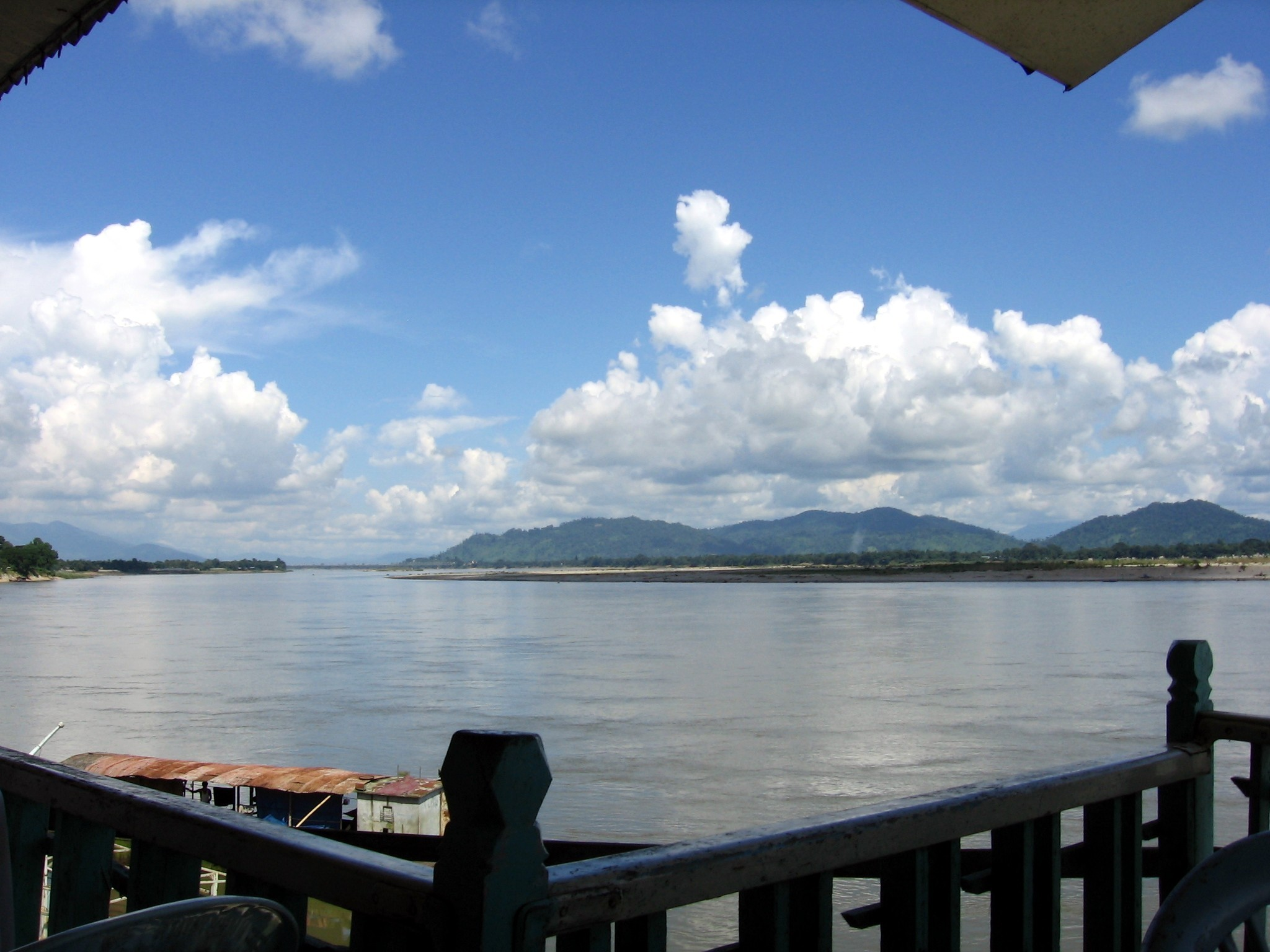
Um rio em Myitkyina.

Myitkyina é uma cidade de Myanmar, sendo a capital do estado de Kachin. Localiza-se a 1.480 quilômetros de Yangon, a cidade mais populosa do país, e 785 quilômetros de Mandalay, a segunda cidade mais populosa. Possui cerca de 197 350 habitantes. Seu nome em birmanês significa "perto do rio grande", e na verdade "Myitkyina" fica situado na margem oeste do rio Irauádi. É o porto fluvial mais setentrional em Mianmar.

## História
Myitkyina tem sido uma cidade comercial importante entre a China e Birmânia desde os tempos antigos.
O missionário batista americano George J. Geis e sua esposa chegaram em Myitkyina em finais de 1890 e em 1900 pediram permissão para construir uma misison lá.

Em agosto de 1944 durante a Segunda Guerra Mundial, Myitkyina foi ocupada pelos [Aliados]] sob o general Joseph Stilwell, após um prolongado cerco e pesados combates entre as divisões dos nacionalistas chineses, os Chindits e Merrill's Marauders do e os elementos sitiadas do 33 Exército imperial japonês do General Masaki Honda. A cidade era estrategicamente importante não só por causa de sua ligações ferroviárias e de transporte fluvial para o resto da Birmânia, mas também porque estava na rota prevista do Estrada de Ledo.

## Geografia
Como a capital do estado, tem escritórios governamentais e uma maior população do que outras cidades do estado. A cidade tem uma população de aproximadamente 150.000, com uma mistura de etnias Kachin, Shan, Birmaneses e alguns chineses e indianos. O arroz perfumado produzido perto de Myitkyina, chamado khat cho, é considerado o melhor em Mianmar.
A linguagem Kachin é a língua comum entre os Kachin, mas birmanês é a língua nacional. A cidade é o lar de Myitkyina University.
Principais religiões são o Budismo Theravada e o  cristianismo Batista, mas outras religiões como o animismo, hinduísmo e islamismo também são praticadas.